# 朱邦復
朱邦復（1937年10月12日—），湖北省黃岡縣人。為中文終端機、倉頡輸入法、漢卡的發明人。由於其對中文電腦發展的眾多貢獻，台灣及香港華人譽其為「中文電腦之父」。亦因其個性獨具、天馬行空，被人稱為「中文電腦瘋子」。
朱邦復除了從事中文電腦研究，也致力於研究中國文化哲理，著作等身，其中以漢字基因理論最為顯著。

## 生平

### 中年以前
1937年10月12日出生於湖北省黃岡縣（今属武漢市新洲區陽邏鎮）。父朱懷冰，曾是軍政界有影響的人物。母汪禪那，江蘇溧陽人。妹妹是作家和心理學家朱立立。
幼年時期，經歷國共內戰，輾轉遷移，最後於中學入學年齡落居台灣。中學求學階段，母親因病過世；而父親原爲軍人出身，個性暴烈；促使其埋首小說、音樂等中，求學至台灣省立農學院農藝系（現屬國立中興大學）畢業止。退伍後，曾在花蓮農校短暫從事中學教職；後赴巴西發展，於巴西國立巴伊亞音樂學院專攻理論作曲。
之後停留在美國一段時間，後來因父喪回台。接著復返巴西進行投資，還過了一段時間的嬉皮生活，最後在當地一間出版社工作。

### 研究中文電腦的起因
朱邦復37歲時，在巴西四月文化出版社工作。某日，目睹了一本書的出版過程，當年的鉛字排版下，一本書從原稿送進工作間，從打字、校對、完稿、印刷到送到市面上銷售，總共只花了12小時。當時一本中文書的出版，通常至少要花半年的時間，才能排印完成。在徹底研究出版流程後，他認為中文的瓶頸在於文字的檢索系統上——中文完全沒有序位的觀念。當時中文主要是以注音、部首及筆劃數作為檢索方式，而該方法完全無法提供足夠精度以及利於檢索的序位。
在體認到中文印刷技術的落後，轉而致力於改良中文的印刷技術。起初買了幾本字典，並且不斷剪貼，努力尋找漢字的組成方式。之後回台灣繼續研究。
當時的中文排版技術，台灣、香港方面仍然沿用正體字，但排版耗日費時，呼籲改用英文、棄用漢字的聲音層出不窮。大陸方面則推行簡化字，追求拉丁化（後來放棄），逐年減少鉛字數量，以求大幅降低印刷成本。

### 中文電腦研究

#### 發明倉頡輸入法
1973年春回台後，原先構想是改良中文印刷技術，以中文打字機為實踐目標，發展中文檢索方式。刻苦生活數年，後有畢業於國立臺灣大學中文系的沈紅蓮女士協助，於1976年底發表中文形意檢字法，用52個字母作為檢索鍵。當時，三軍大學需要無給職人員發展中文通訊系統，40歲的朱邦復立即接受此一職務。其時朱邦復並不懂電腦，至此時才開始接觸程式語言。後來發表的形意檢字法，獲蔣緯國將軍命名為「倉頡輸入法」，意為上古時代倉頡造字的精神。

#### 發展天龍中文電腦
因當時無中文終端機（當時流行大型電腦，個人電腦尚不普及也不實用），故朱邦復及沈紅蓮女士決定為實踐檢索系統於電腦上，並使英文終端機能處理中文字。此後，社會上有很多負面聲浪，商界不看好中文電腦市場，不願投資；學界（科技人員）鼓吹趁此時淘汰中文，當面嘲諷。兩人在孤立無援下，仍堅持理念，一、兩年後，在友人資助下，成立一電腦公司。後來得宏碁電腦施振榮先生的技術支援，一同發展中文電腦，於1980年，與宏碁公司共同發表世上首部具有「中文操作系統、中文程式語言、中文套裝軟體」之中文電腦—天龍中文電腦，售價75萬元新台幣。次年，又發展出中文終端機；中文處理的速度才提升到前所未有的境界，也因此，台、港華人譽其為「中文電腦之父」。其後，朱邦復成立零壹電腦公司，低價為廠商提供電腦中文化服務，後來朱邦復為使中文電腦更普及，登報聲明放棄倉頡輸入法的專利權，希望國人一同研究，此舉使倉頡輸入法流行於台、港、澳地區。

#### 設計漢卡
雖然朱邦復催生出中文電腦，但售價太高，難以普及。為提供更廉價的中文電腦，朱邦復利用當時Apple II電腦（先比IBM PC一步流行起來的個人電腦）熱潮，研發該機之中文介面——「漢卡」，售價新台幣1500元，使得華人利用電腦處理中文的成本更低了。

#### 中文內碼之爭
朱邦復宣佈願意把全部技術公開，以新台幣1000萬元，將零壹科技(Zero One Technology)股份賣出。此提議得到台灣資策會相關人員認同，並委託王安、宏碁、神通三家公司之技術人員，至零壹科技詳細鑑定，並由朱邦復公開在資策會講解，獲果芸執行長及黃為德副執行長同意，在呈報上級裁決後，計畫於1983年3月初以前，答覆政府收購案之最後結果。但在當時，台灣正在規劃中文標準，朱邦復提可容納50,000多字的中文系統計畫，而資策會提出13,000字的標準（即大五碼）。當時朱邦復認為大五碼缺陷太多而大力反對，卻未被接受。因其從經濟日報記者及袁守謙（其父部屬時任總統府資政），得知因其系統同樣向大陸推廣使用，遭人控为「赤色分子」，當時尚處於國民黨威權體制的白色恐怖之下，朱邦復隨即於1983年4月離開台灣，遠赴美國，並把零壹科技所有權全部轉移給員工。獨沈紅蓮女士隨其至美國，繼續中文資訊事業。不久即轉赴大陸，面對抄襲自日本工業標準碼（JIS Code）的「國家標準代碼」6763個字，其系統同樣得不到重視。在美國工作五年後，朱邦復應中國深圳工業園之邀，轉至中國大陸工作。

#### 中文電腦的困境
在1983年朱邦復離台後，施振榮提供25%的股份收購零壹，但遭零壹員工們拒絕。而朱邦復流亡美國後，中文電腦的發展就完全遷就賣方市場，漸漸遠離朱邦復中文資訊的理想—全面性處理中文的資訊系統：「漢字六大功能」的處理（字碼、字形、字序、字音、字義、字辨）。當時中文電腦處理的中文字依舊沒有序位，且面對古籍時，依舊缺字連連。雖有多種中文輸入法，但都僅以13,000餘字為取碼對象，無法解決全部的漢字輸入問題。至二十一世紀，中文字序位依舊一團亂，統一碼依「常用字、次常用字」二層排序（因無字序，常人無法判別：某字屬常用、或非常用），及兩岸字碼的標準不一等問題尚未解決。

#### 研發聚珍中文整合系統
接著其在美國工作近五年，先後發展「中文之星」系統、「東方書籍排版系統」等。此間，朱邦復開始研究中文自然語言。1988年，朱邦復受深圳科技工業園之邀，到大陸工作，任職於兩儀文化科技，組織一群開發者，發展聚珍中文整合系統（已有動態組字能力）。朱邦復在完成聚珍初步成品後，其在《熱訊》雜誌上，公開聚珍之字型產生器及中文輸入處理技術。後因兩儀內部問題而去職，而兩儀也無力繼續發展、維護聚珍。

#### Windows 3.0中文化
台灣解嚴後，朱邦復於1990年回台，先後居於臺東和楊梅。期間曾與資策會合作，將Windows 3.0中文化。當微軟提出收購中文化技術時，朱邦復開價6000萬美金。隨後，微軟放棄收購，改採日本漢字技術，推出新版Windows，並停止資策會視窗授權；失去微軟主力以後，資策會版的Windows 3.0遂淡出市場。而朱邦復帶著弟子，在台歸隱。

### 文傳時期
1999年，朱邦復應香港文化傳信公司之邀，擔任文化傳信集團副主席。於是遷居澳門，進行一系列中文資訊計劃，其中已完成者有：倉頡電書（中文電子書包）、中文CPU（易芯CPU系列、天龍CPU系列）。期間發表了「漢字基因理論」，並以此理論為基礎，發展可解析中文的理解系統，同時發展圖文系統，作為理解系統的應用。朱邦復在文傳時期，還同時進行許多專案。

### 幻廬藝坊時期
2006年2月，文傳因經營問題，裁撤資訊部門，早前大批計劃告終。此時朱邦復已屆70高齡，鑑於心力有限，轉而致全力於發展圖文系統。稍後成立幻廬藝坊，其規劃是以圖文系統將一系列古籍演成動畫，藉此傳播傳統美德。

## 經歷
| 年份   | 履歷                             |
| ------ | -------------------------------- |
| 1967年 | 台灣電視公司影片編譯             |
| 1971年 | 巴西四月文化公司美工完稿         |
| 1973年 | 台灣中華電視台影片編譯           |
| 1974年 | 台灣台北房屋董事長葉條輝特助     |
| 1976年 | 發明倉頡輸入法                   |
| 1979年 | 台灣零壹科技公司總經理           |
| 1982年 | 登報公開放棄倉頡輸入法專利權     |
| 1984年 | 美國博愛電腦公司總經理           |
| 1987年 | 深圳科技園兩儀文化科技公司總經理 |
| 1990年 | 台灣智能科技公司總經理           |
| 1996年 | 台灣文芯文化科技公司總經理       |
| 1999年 | 香港文化傳信集團副主席           |
| 2006年 | 澳門幻廬藝坊負責人               |
| 2011年 | 香港文化傳信集團主席             |

## 著作
| 年份   | 書名                              | 出版社                       | ISBN               |
| ------ | --------------------------------- | ---------------------------- | ------------------ |
| 1974年 | 巴西狂歡節的迷惘（筆名朱復）      | 道聲出版社                   |                    |
| 1980年 | 倉頡輸入法手冊                    | 零壹科技公司                 |                    |
| 1980年 | 中文電腦漫談                      | 全華科技圖書                 |                    |
| 1980年 | 中文程式語言                      | 全華科技圖書                 |                    |
| 1981年 | 中文資訊碼                        | 全華科技圖書                 |                    |
| 1984年 | 博愛中文電腦手冊                  | 美國博愛公司                 |                    |
| 1989年 | 聚珍中文電腦手冊                  | 深圳科技工業園               |                    |
| 1989年 | 組合語言的藝術                    | 博碩文化                     | ISBN 957-527-932-8 |
| 1993年 | 老子止笑譚                        | 時報文化                     | ISBN 957-13-0976-1 |
| 1994年 | 易經明道錄                        | 時報文化                     | ISBN 957-13-1674-1 |
| 1994年 | 易理探微                          | 時報文化                     | ISBN 957-13-1674-1 |
| 1995年 | 巴西狂歡節                        | 時報文化                     | ISBN 957-13-1696-2 |
| 1995年 | 東尼！東尼！                      | 時報文化                     | ISBN 957-13-1697-0 |
| 1996年 | 智慧之旅（全4冊）（朱邦復之自傳） | 時報文化                     |                    |
| 1998年 | 智慧學九論                        | 臺灣商務印書館               | ISBN 957-05-1482-5 |
| 1999年 | 第五代倉頡輸入法手冊              | 文化傳信有限公司             | ISBN 962-500-121-2 |
| 1999年 | 智慧之旅（全8集）                 | 文化傳信有限公司             |                    |
| 1999年 | 宇宙浪子（1至5集）                | 文化傳信有限公司             |                    |
| 2002年 | 宇宙浪子（1至12集）               | 聯經出版事業公司             |                    |
| 2002年 | 宇宙浪子（1至12集）               | 中國社會科學出版社（簡體版） |                    |